# Dolgellau
Dolgellau (pron.:  /dɔlˈɡɛɬaɨ/ o /dɔlˈɡɛɬi/, nota un tempo anche come Dolgethle, Dolgelly o Dolgelley; 2.700 ab. ca.) è una cittadina del Galles nord-occidentale, facente parte della contea di Gwynedd (e un tempo dell'ex-contea di Merionethshire) e del Parco Nazionale di Snowdonia e situata lungo il corso del fiume Wnion (affluente del Mawddach) e ai piedi del monte Cadair Idris.
Il nome con cui è attualmente nota la cittadina è stato assegnato ufficialmente nel 1958.

## Geografia fisica

### Collocazione
Dolgellau si trova nella parte meridionale del Parco Nazionale di Snowdonia, a ca. 15 km ad est della località balneare di Barmouth e a ca. 35 km a sud di Blaenau Ffestiniog.

## Società

### Evoluzione demografica
Al censimento del 2001, la cittadina contava 2.678 abitanti, il 70% dei quali si è dichiarato parlante gallese.

## Storia
Le origini della cittadina risalgono almeno al XII secolo.

## Economia
Le attività principali della località sono state l'industria della lana e delle pelli nel XVIII secolo e dell'oro nel XIX secolo.

## Luoghi d'interesse

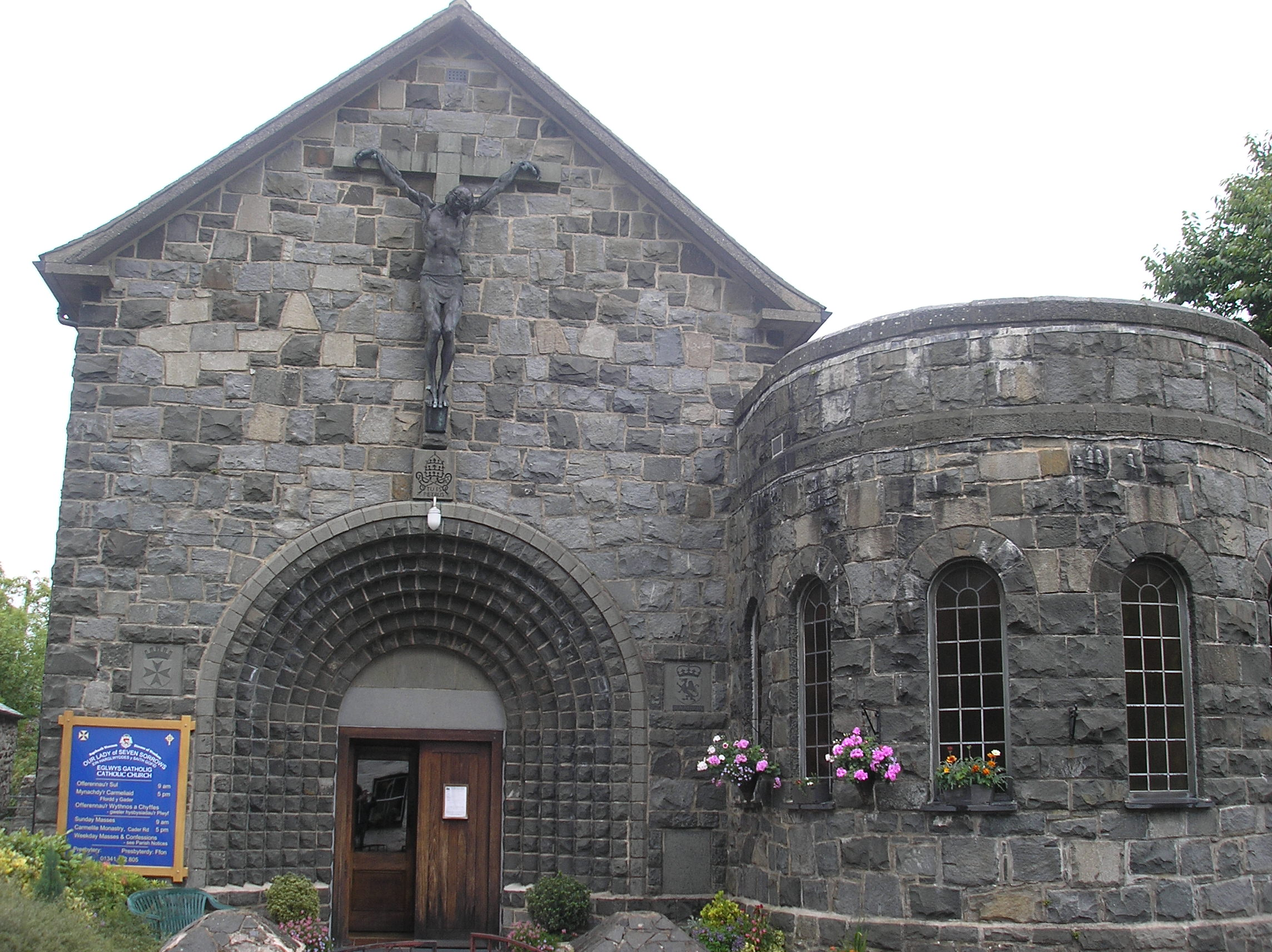
Statua di Cristo nella chiesa "Our Lady of Seven Sorrows", a Dolgellau, Galles, dell'artista Giannino Castiglioni, 1966

Nei dintorni di Dolgellau, si trovano le rovine della Cymer Abbey, abbazia cistercense, le cui origini risalgono al 1198-1199.

## Feste & Eventi
- Sesiwn Fawr, festival musicale che si tiene d'estate.[1]

## Galleria d'immagini

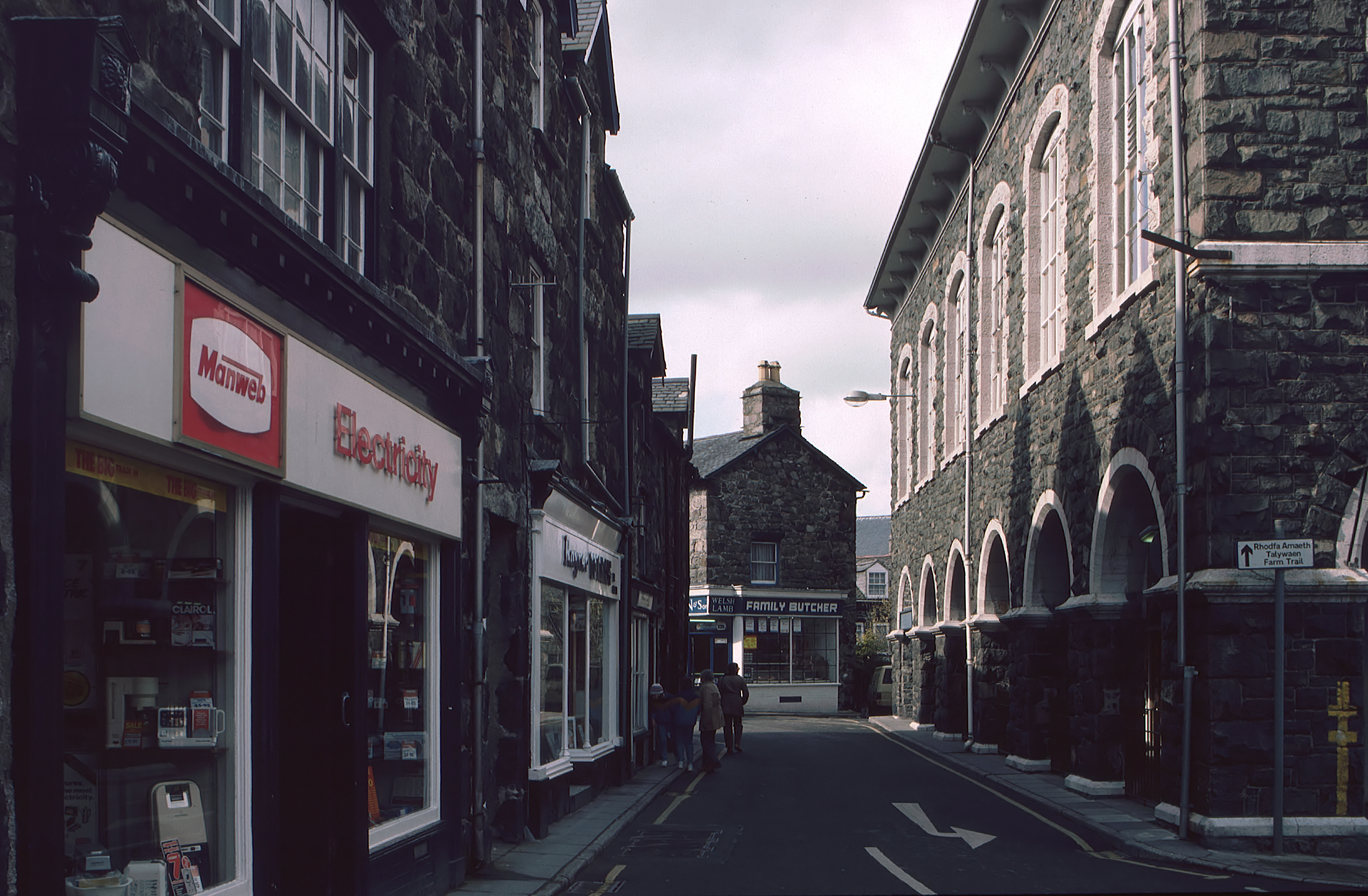
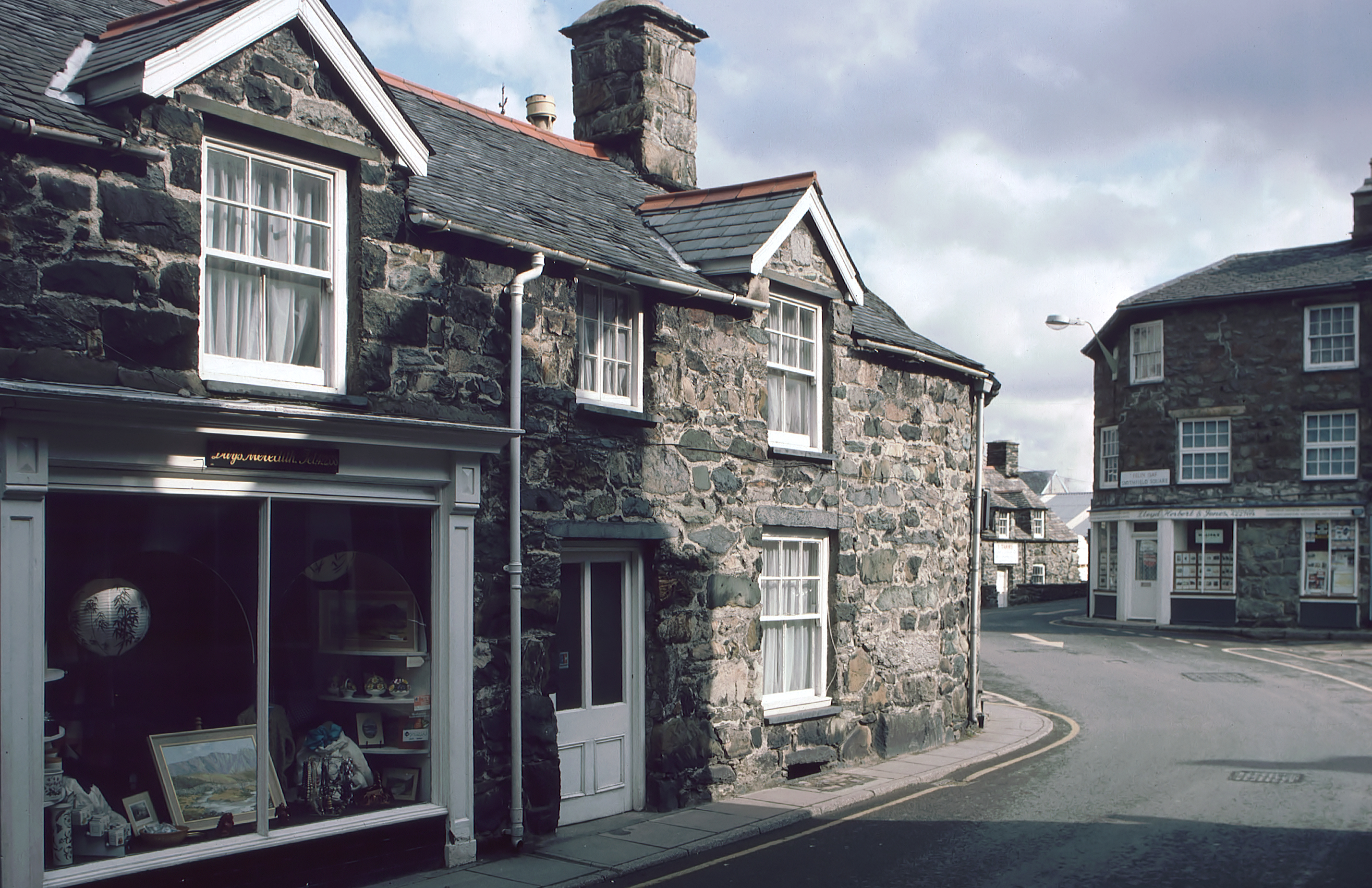

## Amministrazione

### Gemellaggi
- Guérande, Francia